# 弯曲楔齿蜥属
弯曲楔齿蜥属（学名：Ankylosphenodon）是在墨西哥的Tepexi de Rodriguez发现的楔齿蜥科物种，它在Tlayua地层的早白垩世沉积矿床中被发现。

## 生活方式
由于其拥有水生动物常见的解剖学特征，弯曲楔齿蜥属被认为是一种水生爬行动物。还有证据表明它的牙齿在其整个生命周期中不断生长，这可能是它作为食草动物的一种表现，这是鳞龙超目中罕见的特征。